# Amauri Carvalho de Oliveira
Amauri Carvalho de Oliveira (* 3. června 1980, Carapicuíba, Brazílie), známý jako Amauri, je brazilsko-italský fotbalista, který hrál jako fotbalový útočník. Hrál za Juventus FC, Turín FC, AC Fiorentina, Fort Lauderdale Strikers a New York Cosmos. V roce 2010 odehrál utkání za italskou reprezentaci.